# 中国杀女婴现象
中國有著2000年的殺害女嬰史。16世紀末，基督教傳教士來到中國時，他們目睹了新生兒被扔進河裡或垃圾堆。在17世纪，利玛窦記錄了中國幾個省份的這種做法，並表示貧困是這種做法的主要原因。這種做法一直持續到19世紀，在共產主義時代急劇下降；但自1980年代初實行獨生子女政策以來，又重新成為一個問題。2020年人口普查显示，中國大陸的男女比例為105.07比100，這是中華人民共和國開始進行人口普查以來的最低記錄。仅仅中国和印度，每年就发生近兩百萬起女婴殺害事件。

## 歷史

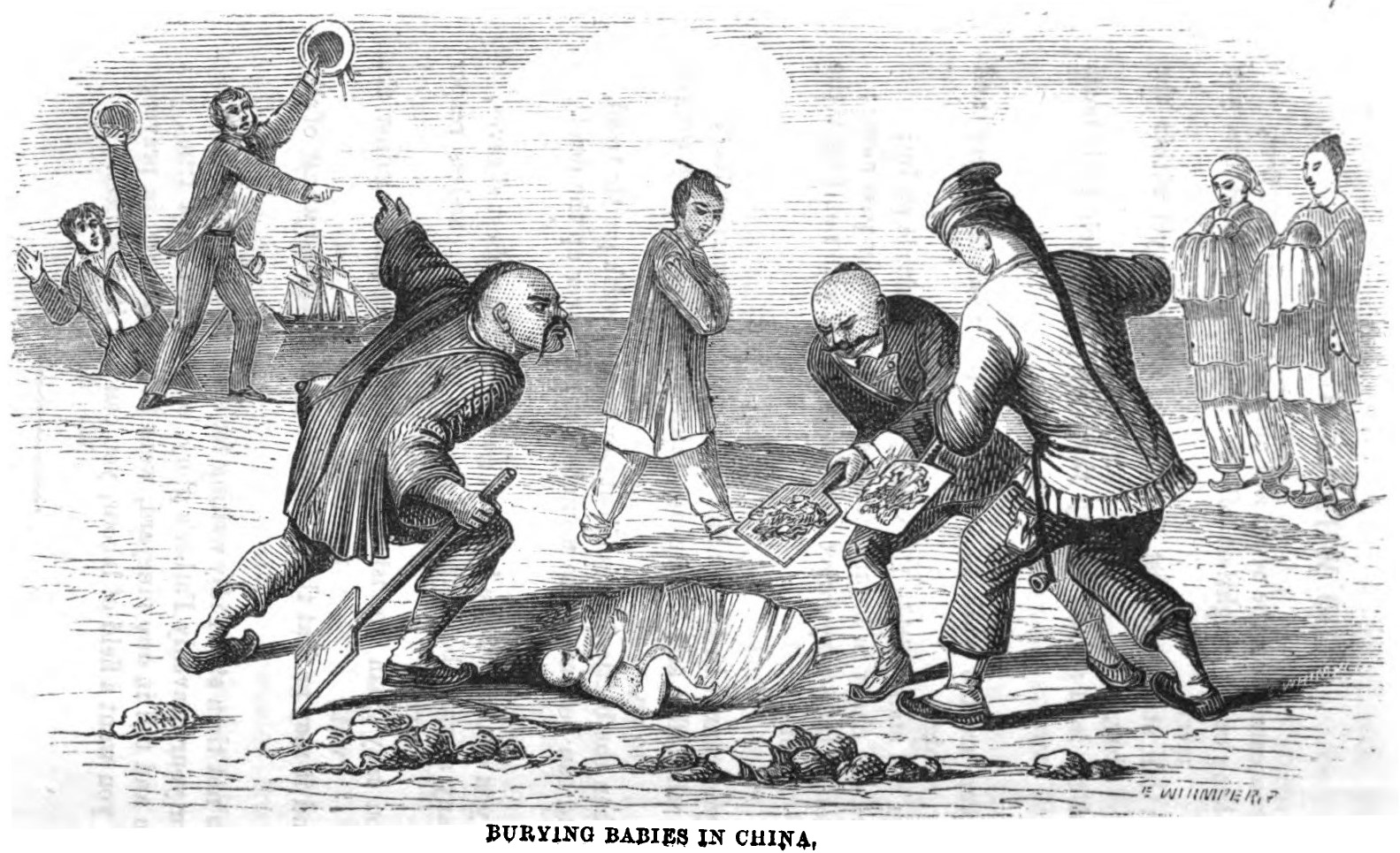
西方人描繪中國人活埋嬰兒 (p.40, March 1865, XXII)

儒家思想對杀害女婴產生了很大的影响。传统意义上，男性要努力工作养活老人、且男性主导部份传统習俗，令许多人重男轻女。

### 19世紀

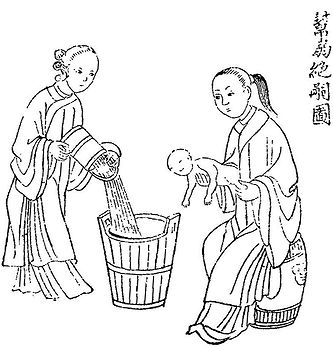
《帮溺绝嗣图》，1800年代的反杀婴作品

在19世纪，這種做法非常普遍。從清文閱讀中可以看出，“溺女”一詞經常出現、是最常普遍見的殺女嬰手法之一。其他方法包含悶死、餓死或丟到野外：孩子會被放在籃子裡，然後放在樹上。佛教尼姑庵建造了“婴儿塔”，供人们留下孩子。1845年，有江西省传教士写道，這些孩子在暴露於自然環境中時能存活長達兩天，而路人會忽略女嬰的哭叫。传教士雅裨理于1844年报告說，有四分之一到三分之一的女童在出生时或出生后不久就被杀害。

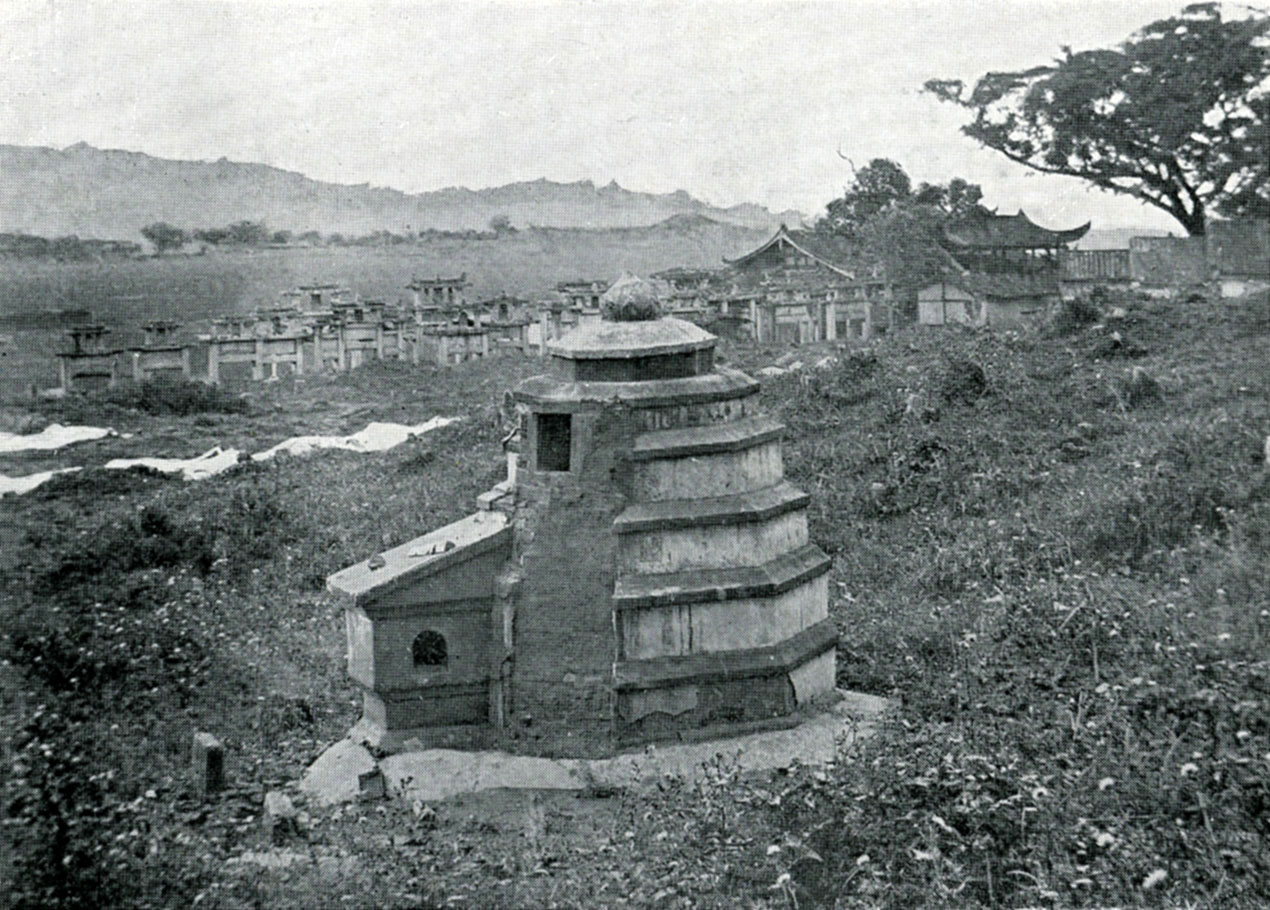
福建省的婴儿塔

1878年，法国耶稣会传教士加布里埃尔·帕拉特尋找並整理13个省的文献和《圣婴年鉴》的证据與信息，證實山西和四川存在杀婴、根據帕拉特收集的信息，這種做法在東南部省份和長江下游地區更為普遍。

### 20世紀
1930年，五四运动著名人士柔石创作了短篇小说《为奴隶的母亲》，描述了农村地区的极端贫困，认为这是杀害女婴的直接原因。

#### 獨生子女政策
在中國社會，大多數父母更願意生兒子，所以1979年政府實行獨生子女政策時，女嬰被墮胎或遺棄。如果父母有超過一個孩子，他們將被罰款。男性繼承人與女性相比的賺錢潛力使父母相信，生女孩會在經濟上造成困難，使女嬰殺害成為更可取的解決方案。
1980年中国政府发表的白皮书指出，杀害女婴是“封建罪恶”。國家官方認為這種做法是封建時代的遺留，而不是國家獨生子女政策的結果。據聶精保說，相信國家計劃生育政策與女嬰殺害“沒有聯繫”是“不可思議的”。
1980年9月25日，在一封“公開信”中中國共產黨政治局要求黨員和共青團成員以身作則，只生一個孩子。從獨生子女政策開始，就有人擔心它會導致性別比例失衡。1980年代初，高級官員越來越關注父母因渴望兒子而遺棄和殺害女嬰的報告。1984年，政府嘗試通過調整獨生子女政策來解決這個問題。如果夫婦的第一個孩子是女孩，他們被允許生第二个孩子。即使如此，由於父母不願意承受有两個孩子的经济负担，他們依舊會拋棄女婴，直到生下男孩為止。

## 現狀

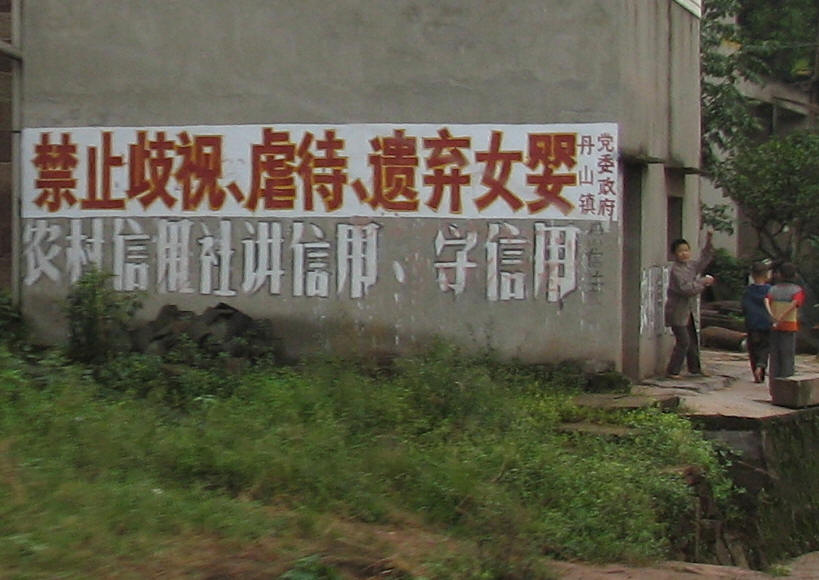
“禁止歧视、虐待、遗弃女婴”，四川省资阳市雁江区街边的标语

許多中國夫婦希望有兒子，因為兒子在晚年可以為他們提供支持和保障。相反，女兒在結婚後會離開自己的父母，加入並照顧丈夫的家庭（公婆）。农村家庭的男性，在農村家庭中，截至2014年，幾乎佔中國人口的一半，男性在進行農業工作和體力勞動方面具有額外的價值。

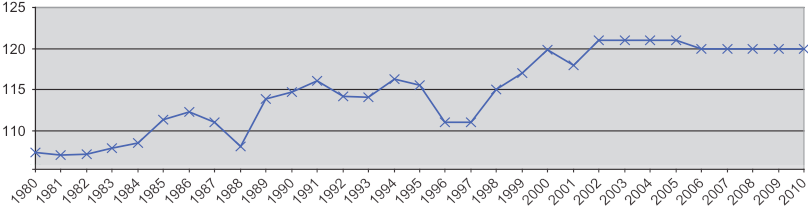
中国大陆自实施计划生育以来的出生人口性别比

2005年的一項人口普查調查表明，各省份的性別比例存在顯著差異，從西藏的1.04到江西的1.43不等。 Banister (2004)在對中國女孩短缺的文獻綜述中提出，獨生子女政策實施後，女嬰殺害的普遍性有所回升。另一方面，許多研究人員認為，女嬰殺害在中國今天很少見，特別是自從政府禁止這種做法以來。例如 Zeng 及其同事（1993）認為，至少有一半的國家性別失衡源於女性出生的漏報
根據日內瓦安全部門治理研究中心的數據，因性別問題而死亡的女性嬰兒的人口短缺與20世紀所有衝突估計的1.91億死亡人數在同一範圍內。。2012年，紀錄片《是女孩：世界上最致命的三个字》發布。它聚焦於印度和中國的女嬰殺害。
根據中國中2020年人口普查，中國大陸的性別比例有所改善，男女比例達到了105.07的新低記錄。這是自1953年中華人民共和國開始進行人口普查以來最平衡的性別比例。

### 女嬰殺害對人口和社會的影響
女嬰殺害，特別是一胎政策所導致的殺嬰現象，造成了性別比失衡，導致人口下降與出生率下降。2017年，每1000人中不到13個出生。還有比女性多3300萬的男性。由於女嬰殺害導致的生育年齡女性和男性之間的比例失衡，也導致了性販賣和綁架女性新娘或從其他國家進口新娘的增加。

### 防止女嬰殺害
中國政府已經制定了三部法律，試圖防止女嬰殺害的再次發生。1994年的《母嬰保健法》禁止了胎兒性別鑑定，並禁止使用技術進行基於胎兒性別的選擇性墮胎，以保護女嬰。《婚姻法》和《妇女保障法》都禁止女嬰殺害並保護婦女權益。還有一個名為“關愛女孩”的活動，為只有女孩的家庭提供財政支持，並支持性别平等。

### 女性嬰兒漏報
2016年12月，堪萨斯大学的研究人員報告稱，由於行政漏報，中國的性別差距可能被誇大了，而不是墮胎和殺害嬰兒的做法。這一發現挑戰了早期的假設，即中國農村村民大規模殺害自己的女兒，並得出結論，自1982年以來，高達1000萬至1500萬失蹤的女性沒有得到適當的出生登記。漏報歸因於政治，家庭試圖避免女孩出生時的處罰，地方政府隱瞞缺乏執行情況，不讓中央政府知道。這意味著中國新生兒性別差距在先前的分析中可能被大大誇大了。儘管數據差異的程度，但關於中國性別比例失衡的挑戰仍然是學者之間有爭議的問題。

### 腳註
1. ↑  "As soon as the little girls are born, they are plunged into the water in order to drown them, or force is applied to their bodies in order to suffocate them or they are strangled with human hands. And something even more deplorable is that there are servants who place the girl in the chamber pot or in the basin used for the birth, which is still filled with water and blood, and, shut away there, they die miserably. And what is even more monstrous is that if the mother is not cruel enough to take the life of her daughter, then her father-in-law, mother-in-law, or husband agitates her by their words to kill the girl."[10]
2. ↑  "Infanticide through drowning and abandoning female babies is an evil custom left over from feudal times."[18]

### 引用
1. ↑  Milner 2000，第238-239頁.
2. 1 2  Mungello 2012，第148頁.
3. ↑  Coale & Banister 1994，第459–479頁.
4. 1 2  White 2006，第200頁.
5. ↑  . news.163.com.   [2024-05-01]. （原始内容存档于2024-04-26）.
6. ↑  , Genomics In Asia (Routledge), 2012-11-12: 77–94  [2023-04-18], ISBN 9780203040324, doi:10.4324/9780203040324-8
7. ↑  . Wesleyan Juvenile Offering. March 1865, XXII: 40  [1 December 2015]. （原始内容存档于14 March 2020）.
8. ↑  . www.bbc.co.uk.   [2023-04-23]. （原始内容存档于2019-11-21） （英国英语）.
9. ↑  . guoxue.ifeng.com.   [2024-05-01]. （原始内容存档于2024-05-01） （中文）.
10. ↑  Mungello 2008，第17頁.
11. ↑  Mungello 2008，第9頁.
12. ↑  Lee 1981，第164頁.
13. ↑  Mungello 2008，第10頁.
14. ↑  Abeel 1844.
15. ↑  Harrison 2008，第77頁.
16. ↑  Johnson 1985，第29頁.
17. ↑  . 法国国际广播电台. 2018-11-15  [2024-05-01]. （原始内容存档于2024-05-01） （中文（简体））.
18. 1 2  Nie 2005，第50頁.
19. ↑  . www.gov.cn.   [2024-05-01]. （原始内容存档于2024-05-01）.
20. 1 2  Chan, C. L. W., Yip, P. S. F., Ng, E. H. Y., Ho, P. C., Chan, C. H. Y., & Au, J. S. K. (2002). Gender selection in China: Its meanings and implications. Journal of Assisted Reproduction and Genetics, 19(9), 426-430.
21. ↑  黄佐春. . news.cctv.com.   [2024-05-01]. （原始内容存档于2024-05-01）.
22. ↑  Parrot, Andrea. . Lanham, MD: Rowman & Littlefield Publishers. 2006: 53. ISBN 978-0742545793.
23. ↑  . www.stats.gov.cn.   [2024-05-01]. （原始内容存档于2024-05-02）.
24. 1 2  Zhu, W. X., Lu, L., & Hesketh, T. (2009). China’s excess males, sex selective abortion, and one child policy: Analysis of data from 2005 national intercensus survey. BMJ: British Medical Journal, 338(7700)
25. ↑  Banister, Judith. . Stanford University Press https://books.google.co.kr/books/about/China_s_Changing_Population.html?id=1_yrbXvyv0YC&redir_esc=y. 1987  [2024-05-01]. ISBN 978-0-8047-1887-5. （原始内容存档于2024-04-26） （英语）. 缺少或|title=为空 (帮助)
26. ↑  Zeng, Y., Tu, P., Gu, B., Xu, Y., Li, B., & Li, Y. (1993). Causes and implications of the recent increase in the reported sex ratio at birth in China. Population and Development Review, 19(2), 283-302.
27. ↑  . BBC News 中文. 2016-12-01  [2024-05-01]. （原始内容存档于2024-04-26） （中文（简体））.
28. ↑  Winkler 2005，第7頁.
29. ↑  DeLugan 2013，第649–650頁.
30. ↑   (PDF).   [2024-05-01]. （原始内容存档 (PDF)于2024-05-01）.
31. ↑  . 美国之音. 2016-02-05  [2024-05-01]. （原始内容存档于2024-04-26） （中文）.
32. ↑  . www.gov.cn.   [2024-05-01]. （原始内容存档于2024-04-26）.
33. ↑  . www.gov.cn.   [2024-05-01]. （原始内容存档于2023-10-13）.
34. ↑  . www.gov.cn.   [2024-05-01]. （原始内容存档于2024-04-26）.
35. ↑  . www.gov.cn.   [2024-05-01]. （原始内容存档于2024-04-26）.
36. ↑  . www.who.int.   [2024-05-01]. （原始内容存档于2024-04-26） （中文）.
37. ↑  . Quartz. 29 November 2016  [2024-06-24]. （原始内容存档于2023-04-29）.
38. ↑  Denyer, Simon. . Washington Post. 30 November 2016  [2024-06-24]. （原始内容存档于2023-07-29）.
39. ↑   (PDF).   [2024-05-01]. （原始内容存档 (PDF)于2024-05-11）.
40. ↑  . ft.newdu.com.   [2024-05-01]. （原始内容存档于2024-05-01）.